# Kutxmozérie
Kutxmozérie (en rus: Кучмозерье) és un poble de la República de Komi, a Rússia, segons el cens del 2010 tenia 35 habitants.